# آجین دوجین
آجین دوجین روستایی است در شمال شهر کوهسار در استان البرز که از شمال به روستای دوزعنبر و روستای ولیان و از جنوب به روستای خوروین مرتبط است.
آجین دوجین روستایی باقدمت اسلامی است که متاسفانه نمایی از آن دوران به جای نمانده. البته بعضی منابع به اشتباه آن را با روستای مجاور خود یعنی خوروین هم رده میدانند که مربوط به ۹۰۰۰ سال پیش و دوران میترائیسم می باشد.
```
وجه تسمیه آجین دوجین، چین و ما چین است به دلیل اینکه همجوار و درمسیر 
جاده ابریشم
 قرار داشته است و در این مکان خدماتی برای قوافل و کاروانهای جاده ابریشم انجام می شده به بارانداز چین و ماچین که بعدها به آجین دوجین شهرت یافته تغییر نمود 
```

تاتی زبان مردم روستای آجین دوجین است.
"در این دیار، حکایت عشقی که سینه‌به‌سینه نقل می‌شود، از هر روایتی زیباتر است. داستانی که از غزالی با موهای فرفری، چشم و ابرویی گیرا، دل پسرکی شهری را ربود و او را روانه سفری بی‌انتها کرد. اکنون پسر، هر روز هفته، راه پر پیچ‌وخم شهر را به سوی اینجا و از اینجا به شهر بازمی‌گردد تا دوباره روی معشوق خود را ببیند."
آجدین زیباست چون تو آنجایی.

## مناطق دیدنی
قطار توتاران
درختان کهن 
- امامزاده هفت تن
- دالان در